# Seznam jezikoslovcev na oddelku za slovenistiko FF UNI LJ
Seznam jezikoslovcev na Oddelku za slovenistiko FF UL vsebuje jezikoslovce ki trenutno poučujejo na tem oddelku in tiste, ki so to počeli v preteklosti.

## Katedra za slovenski knjižni jezik in stilistiko
- Luka Horjak
- Simona Kranjc
- Erika Kržišnik
- Mojca Smolej
- Marko Stabej
- Saška Štumberger
- Hotimir Tivadar
- Andreja Žele

## Katedra za zgodovinsko slovnico in dialektologijo
- Irena Orel
- Vera Smole

## Bivši učitelji (nekateri so delovali tudi na Oddelku/prej katedri za slovanske jezike)
- Anton Bajec
- France Bezlaj
- Janez Dular
- Rudolf Kolarič
- Tomo Korošec
- Tine Logar
- Rajko Nahtigal
- Martina Orožen
- Breda Pogorelec
- Fran Ramovš
- Alenka Šivic Dular
- France Tomšič
- Jože Toporišič
- Ada Vidovič Muha
- Janez Zor
- Zinka Zorko